# Nabil Mallat
Nabil Mallat (Antwerpen, 9 juli 1988) is een Belgisch acteur.

## Privé
Mallat is viertalig: Nederlands, Frans, Engels en Arabisch. Hij volgde geen acteursopleiding maar werd gecast voor zijn eerste rol terwijl hij zijn job als floormanager bij River Island op de Antwerpse Meir uitvoerde. Tussen filmopdrachten in films van Adil El Arbi en Bilall Fallah vond hij werk in de bouwsector.

## Carrière
Hij had in 2011 een rol in de kortfilm Broeders van Adil El Arbi en Bilall Fallah. Ook in de debuut-langspeelfilm van deze regisseurs, het prijswinnende Image uit 2014, vertolkte hij een van de hoofdrollen als bendeleider Lahbib Farraji.
In 2016 had hij een rol als Idriss, een militair, in het tweede seizoen van de VTM-televisieserie Cordon. In 2018 had hij een rol als politieagent Yasser in de film Patser van Adil El Arbi en Bilall Fallah. Eveneens in 2018 speelde hij samen met Gouden Kalf winnares Melody Klaver de hoofdrol in de film Rafaël, gebaseerd op het waargebeurde verhaal over Winny en Nizar Khemiri. In 2019 speelde hij in Keizersvrouwen en het jaar erop kreeg hij de rol van Osman Azizi in de Netflix-serie Into the Night.

## Erkenning
In 2015 was hij genomineerd voor de Ensor voor beste acteur voor zijn rol in Image. 